# 迪特馬斯大道車站
迪特馬斯大道車站（英語：Ditmas Avenue station）是紐約地鐵IND卡爾弗線的一個慢車地鐵站，位於布魯克林肯辛頓迪特馬斯大道及麥當奴大道交界，設有F線（任何時候停站）列車服務。

## 車站結構
| 月台層 | 側式月台 | 側式月台                              |
| 月台層 | 北行慢車 | ← 往牙買加-179街 (教堂大道)           |
| 月台層 | 尖峰快車 | → 無定期服務                          |
| 月台層 | 南行慢車 | → 往康尼島-斯提威爾大道 (18大道) →    |
| 月台層 | 側式月台 |                                       |
| 月台層 | 道床     | 舊卡爾弗接駁線                        |
| 夾層   | 夾層     | 閘機、車站詢問處、MetroCard自動售票機 |
| Ground | 街道層   | 出入口                                |

此高架車站在1919年7月16日啟用，設有兩個側式月台和三條軌道，中央軌道不營運。
沿麥當奴大道西側，卡爾弗接駁線第四條軌道的痕跡仍可在康尼島方向月台的屏風後看見，進入迪特馬斯大道前的雙軌可以看見更多痕跡。
車站以南南行慢車軌道與中央快車軌道之間設有雙重渡線。同時中央快車軌道往北行慢車軌道也有轉轍器。車站以南還曾經有轉轍器由接駁線軌道前往南行慢車軌道。
車站以北，三條軌道擴展成四條軌道。中央軌道分成兩條，同時北行慢車軌道設有轉轍器往快車軌道，南行則為匯入。教堂大道還有額外的南行慢車軌道，並在此站以北匯入南行快車軌道 

## 外部連結
- nycsubway.org—BMT Culver Line: Ditmas Avenue
- Station Reporter — F Train
- The Subway Nut — Ditmas Avenue Pictures （页面存档备份，存于）
- Ditmas Avenue entrance from Google Maps Street View （页面存档备份，存于）
- Cortelyou Road entrance from Google Maps Street View
- Platforms from Google Maps Street View